# Josef Winkler (Politiker, 1950)
Josef Winkler (* 11. September 1950 in Flattach) ist ein österreichischer Förster, Politiker (ÖVP) und ehemaliger Abgeordneter zum Österreichischen Nationalrat.

## Ausbildung und Beruf
Josef Winkler besuchte die achtjährige Volksschule in Laas, in der Gemeinde Flattach und wechselte 1965 bis 1968 in die landwirtschaftliche Ausbildung als Heimlehre. 1967 bis 1971 absolvierte er eine forstliche Ausbildung in Gainfarn und Bruck an der Mur und leistete 1972 bis 1973 den Präsenzdienst ab. Winkler legte 1973 die Staatsprüfung für den Försterdienst ab und absolvierte 1989 die Ingenieur-Prüfung.
Josef Winkler ist seit 1973 Förster bei den Österreichischen Bundesforsten. Er trägt den Titel Oberförster.

## Politik
Josef Winkler war von 1990 bis 1992 Kammerrat der Landarbeiterkammer für Kärnten und ab 1992 Präsident der Kärntner Landarbeiterkammer. Im Jahr 2000 wurde er zum Vorsitzenden des Österreichischen Landarbeiterkammertages gewählt. 2002 errang Winkler bei der Nationalratswahl ein Direktmandat im Regionalwahlkreis Kärnten West. Er wurde am 20. Dezember 2002 angelobt und kandidierte bei der Nationalratswahl 2006 an dritter Stelle der ÖVP-Landesliste und am ersten Platz des Wahlkreises Kärnten West. Aufgrund der Verluste der ÖVP bei der Wahl verfehlte er jedoch den Wiedereinzug in den Nationalrat und schied am 29. Oktober 2006 aus dem Nationalrat aus.

## Auszeichnungen
- 2011: Großes Silbernes Ehrenzeichen für Verdienste um die Republik Österreich[1]

## Privates
Josef Winkler ist verheiratet und Vater zweier Kinder.